# Фишер, Людвиг (ботаник)
Людвиг Фишер (Ludwig Fischer) — швейцарский ботаник. Отец швейцарского миколога Эдуарда Фишера (1861—1939).

## Биография
Воспитание получил в университетах Берна, Женевы, Цюриха, Йены, Берлина. В 1853 году назначен приват-доцентом Бернского университета, а в 1860 году профессором ботаники и директором сада. В этих должностях он оставался до 1897 года, когда его место занял его сын, а ему дали звание почётного профессора. Фишер считался хорошим знатоком местной флоры. Из числа его работ можно указать следующие: «Beiträge zur Kentniss der Nostocaceen und Versuche einer natürlichen Eintheilung desselben» (1853); «Flora von Bern» (1855); «Verzeichniss der in Bern’s Umgebungen vorkommenden Kryptogamen» (Берн, 1858), «Verzeichniss der Gefässpflanzen des Berner-Oberlandes» (Берн, 1875—89).